# Ferula assa-foetida
L'assafetida o assa fetida (Ferula assa-foetida L.), detta anche finocchio fetido, concime del diavolo o sterco del diavolo, è una pianta della famiglia Apiaceae, originaria della Persia (Iran).
Il nome deriva dal persiano رزین (razin) che significa resina e dal latino fetida, aggettivo che ne descrive l'intenso e sgradevole odore.
Una volta cotta conferisce ai preparati un aroma simile a quello dell'aglio.

## Storia
L'utilizzo dell'assafetida era diffuso nell'intera area mediterranea fin dall'epoca romana, dopo il medioevo l'utilizzo dell'assafetida sparì dalle cucine europee.

## Usi

### Uso in cucina
La polvere di assafetida, ricavata dalla resina della radice della pianta, è molto utilizzata nella cucina indiana; solitamente è grattugiata al momento per mantenere meglio l'aroma e per la sua maggiore purezza e qualità (la polvere già grattugiata contiene spesso altri ingredienti).
Il suo gusto ha un forte sentore di zolfo, che tende a diminuire con la cottura, che lo rendono poco appetibile a chi non ci è abituato; ha un aroma simile all'aglio ma molto più speziato con un vago sentore simile a quello del pepe nero.
Viene usata principalmente in ricette a base di verdure e riso, in minor parte in stufati di carne o pesce, qualche volta viene aggiunta anche in salse a base di ghi (burro chiarificato).

### Uso medicinale
L'assafetida ostacola la crescita di microflora nell'intestino, riducendo la flatulenza.
Ha un largo utilizzo nella medicina tradizionale come antimicrobico, con casi ben documentati per il trattamento di bronchiti croniche e pertosse.
Le è attribuito inoltre un potere contraccettivo e abortivo e, in questo contesto, è considerata come un sostituto meno efficace di un'altra pianta del genere Ferula, il silfio, ormai estinto.
L'assafetida è stata usata nel 1918 per combattere la pandemia di influenza spagnola.  Gli scienziati dell'università di medicina di Kaohsiung in Taiwan affermano che le radici di assafetida contengono composti antivirali naturali che uccidono il virus della pandemia influenzale del 2009, H1N1 (colloquialmente influenza suina).  In un articolo pubblicato sull'American Chemical Society's Journal of Natural Products, i ricercatori dicono che questi composti potrebbero essere utili per lo sviluppo di un nuovo medicinale contro questo tipo di influenza.